# 114-й гвардейский мотострелковый полк
114-й гвардейский мотострелковый Духовщинско-Хинганский ордена Октябрьской Революции, Краснознамённый, ордена Суворова полк — воинское формирование Сухопутных войск Вооружённых сил Российской Федерации.
Условное наименование — Войсковая часть № 24776 (в/ч 24776). Сокращённое наименование — 114 гв. мсп.
Пункт постоянной дислокации в г. Уссурийск Приморского края. Полк находится на попечении Владивостокской епархии РПЦ.
Формирование входит в состав 127-й мотострелковой дивизии 5-й общевойсковой армии Восточного военного округа.

## История
19 августа 1939 года в Красноярске была сформирована 119-я Красноярская стрелковая дивизия. В 1941 году участвовала в обороне Москвы.
17 марта 1942 года дивизия переименована в 17-ю гвардейскую стрелковую дивизию (17 гв. сд). 6 июля попала в окружение и с боями прорывалась назад в район Патрушино — Льба. Потеряно 3822 человека, вышло из окружения 1759 чел.
В июле — августе 1943 года дивизия принимала участие в Курской битве и в наступлении на Смоленском направлении с рубежа Духовщина — Смоленск — Рославль. 29 сентября 1943 года за взятие города Рудня дивизия награждена орденом Красного Знамени.
9 апреля 1945 года приняла участие в штурме Кёнигсберга и очистке Земландского полуострова от немцев. 17 апреля 1945 года дивизия завершила боевые действия в Европе.
После начала Советско-японской войны 17-я гв. сд выдвинулась к перевалам Большого Хингана, захватив столицу Внутренней Монголии — г. Ванъемяо. Соединение в числе первых пересекло Хинганский хребет и вышло к г. Мукден. 23 августа 1945 года произошёл последний бой с японцами у станции Дебоссы, за что дивизии было присвоено почётное наименование «Хинганская». Впоследствии дивизия дислоцировалась в городе Цзиньчжоу до мая 1955 года.
В 1957 году 17-я гвардейская стрелковая дивизия была переформирована в 123-ю гвардейскую мотострелковую дивизию.
70-я отдельная гвардейская мотострелковая бригада сформирована в 2011 году на базе 129-й пулемётно-артиллерийской дивизии.
В 2018 году бригада переформирована в 114-й гвардейский мотострелковый полк с сохранением преемственности, наград и исторического формуляра. Полк вошёл в состав 127-й мотострелковой дивизии.